# Protect Me From What I Want
| Recensione | Giudizio |
| ---------- | -------- |
| AllMusic   |          |

Protect Me From What I Want è il quarto e ultimo album in studio del gruppo musicale italiano Meathead, pubblicato nel 1997.

## Tracce
Lato A
1. Would U? – 3:29
2. Feel Like – 3:31
3. Pool – 3:31
4. Let It Out-Hit Me – 4:07
5. Wipe Out – 6:37
6. Rotula – 3:27
7. Pianola – 1:23
8. Broken Spine – 4:09
9. My Money – 3:14
10. Timoti – 0:45
11. Gravida Code – 5:26
12. Wipe Out All Their Pain – 5:42
13. Canterbury – 0:41

Durata totale: 46:02